# Richard Gohert
Richard Gohert (* 6. Oktober 1895; † 18. November 1944 im Polizeigefängnis Fuhlsbüttel) war ein deutscher kommunistischer Widerstandskämpfer gegen den Nationalsozialismus und Opfer des Faschismus.

## Leben
Gohert erlernte nach dem Besuch der Volksschule den Beruf des Maschinenschlossers. In der Zeit der Weimarer Republik trat er in die Kommunistische Partei Deutschlands (KPD) ein und engagierte sich gegen den aufkommenden Nationalsozialismus. Nach der Machtübertragung an die NSDAP setzte er seine Widerstandsarbeit illegal fort. Er hatte in den Harburger Eisen- und Bronzewerken Verbindung zur Widerstandsgruppe „Bästlein-Jacob-Abshagen“ bekommen, wo er mit seinem Genossen Wilhelm Stein eine KPD-Betriebszelle gründete und anleitete. Nach dem Beginn des Zweiten Weltkrieges leisteten sie ausländischen Zwangsarbeitern praktische Hilfe und betrieben Aufklärung zum tatsächlichen Kriegsverlauf unabhängig von der NS-Propaganda. Der Werkluftschutz, der sich konspirativ aus Personen vom Widerstand zusammensetzte, wählte u. a. zuverlässige Genossen wie Gohert zu Luftschutzwachen aus, die dadurch in Zeiten von Luftalarm Möglichkeiten zu Sabotagehandlungen an Maschinen und Anlagen bekamen. Als die Gestapo die Bästlein-Organisation zerschlagen hatte, wurde Gohert verhaftet, in das Polizeigefängnis Fuhlsbüttel verbracht und unter Folter verhört. Danach wurde er zusammen mit Wilhelm Stein, Heinrich Wadle und Heinrich Hartig vor dem Volksgerichtshof wegen Hochverrat angeklagt und verurteilt. Richard Gohert starb noch im Gestapo-Gefängnis an den Folgen der Haft.

## Ehrungen

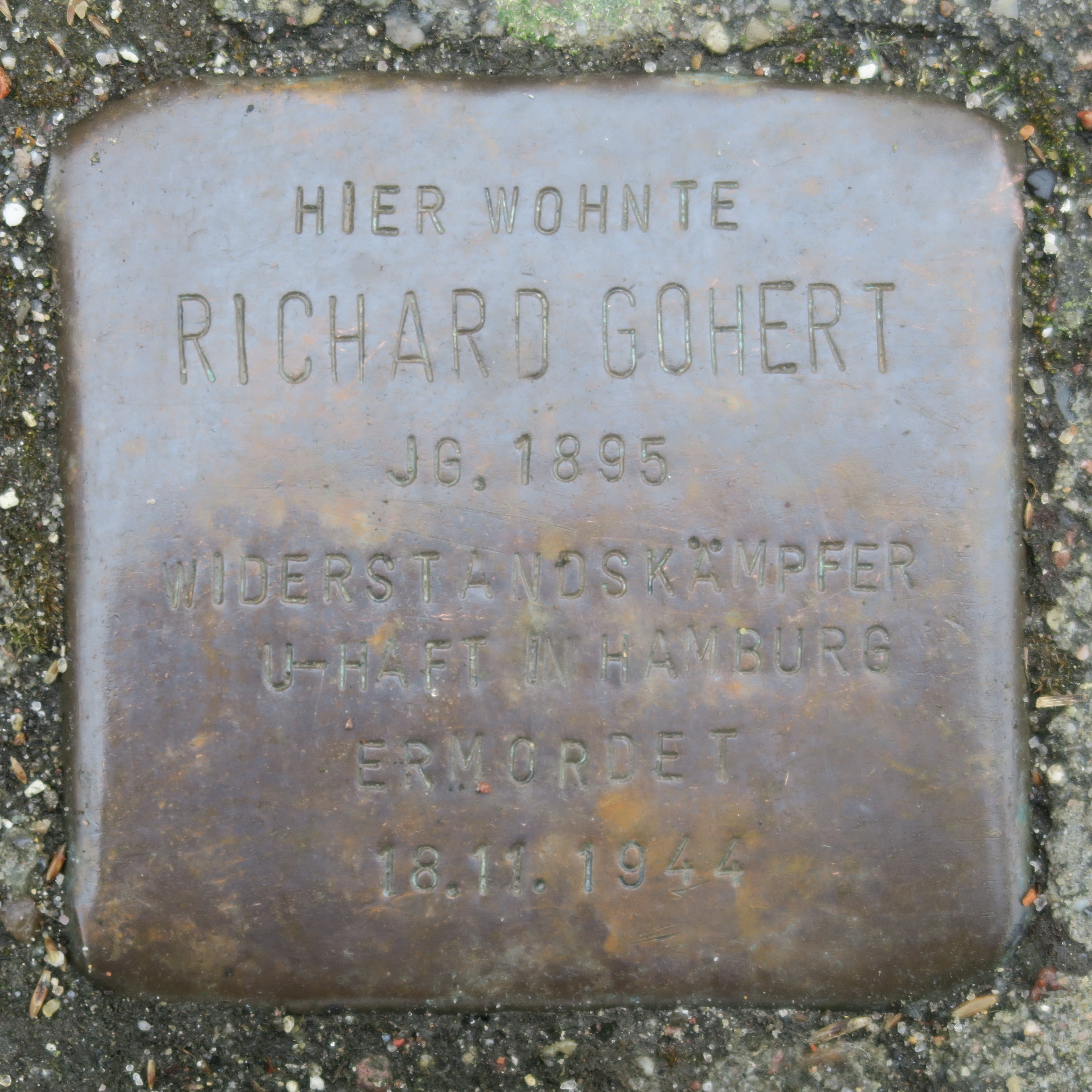
Stolperstein vor Goherts Wohnhaus

- Am 30. Juni 2003 verlegte der Aktionskünstler Gunter Demnig vor Goherts Wohnhaus an der Flebbestraße 50 einen Stolperstein. Ein zweiter Stein zu seiner Erinnerung wurde an der Harburg Freudenberger Seevestraße vor dem Tor 2 seines ehemaligen Betriebes verlegt[3], ein dritter 2024 vor dem Untersuchungsgefängnis in Hamburg-Neustadt.